# Vedetas (Carbonária)
Vedetas foi um grupo não superior a dois carbonários em pequenas terras de província, aldeias e lugares (onde se tornava impossível constituir núcleos) da organização secreta de carácter político-religioso Carbonária Portuguesa.

## História
O termo foi uma invenção da Carbonária Portuguesa ou de Luz de Almeida, não se encontrando noutras carbonárias termo semelhante designativo de alguma organização interna, embora se saiba que desde o início foi necessário utilizar esta figura e denominação organizacional.. O nome provêm de um destes três sentidos a que se aplica na perfeição o termo e a função destes: "guarita de sentinela em sítio alto"; "pequeno barco de guerra"; "indivíduo mais importante ou mais em evidência num agrupamento político, literário, desportivo, etc...", se bem que a denominação por aproximação ao termo marítimo tenha mais lógica pois muitos membros da Carbonária Portuguesa eram da Marinha bem como vários dos membros da Alta-Venda o foram, como o Almirante Cândido dos Reis ou Machado Santos.

## NaCarbonária Portuguesa
Segundo Luz de Almeida: (..) pequenas terras de província, aldeias e lugares, onde se torna impossível constituir núcleos, são iniciados um ou dois indivíduos, que se chamam Vedetas. Ainda segundo o mesmo, estes grupos de Vedetas eram muito númerosos e constituíam, embora autónomos, uma parte significativa dos grupos carbonários no interior e nos arrabaldes das grandes cidades integrando as organizações clandestinas da carbonária e sendo elementos activos na promoção e constituição de Canteiros numa primeira fase de implantação desta organização.